# إحسان أرسلان
إحسان أرسلان (بالتركية: İhsan Arslan)‏ هو سياسي تركي، ولد في 1948 في ساسون في تركيا. حزبياً، نشط في حزب العدالة والتنمية.